# Unicodeblock Zusätzliche Pfeile-B
Der Unicodeblock Zusätzliche Pfeile-B (engl. Supplemental Arrows-B, U+2900 bis U+297F) enthält einige zusätzliche Pfeile beispielsweise für die Mathematik.
Weitere Pfeile finden sich in den Unicodeblöcken Pfeile, Zusätzliche Pfeile-A sowie Verschiedene Symbole und Pfeile.

## Tabelle
Alle Zeichen haben die Kategorie „Mathematisches Symbol“ und die bidirektionale Klasse „Anderes neutrales Zeichen“.
| Unicodenummer  | Zeichen (400 %) | Offizielle Bezeichnung                                                    | Beschreibung                                                                              |
| -------------- | --------------- | ------------------------------------------------------------------------- | ----------------------------------------------------------------------------------------- |
| U+2900 (10496) | ⤀               | RIGHTWARDS TWO-HEADED ARROW WITH VERTICAL STROKE                          | Pfeil nach rechts mit doppelter Spitze und vertikalem Strich                              |
| U+2901 (10497) | ⤁               | RIGHTWARDS TWO-HEADED ARROW WITH DOUBLE VERTICAL STROKE                   | Pfeil nach rechts mit doppelter Spitze und doppeltem vertikalem Strich                    |
| U+2902 (10498) | ⤂               | LEFTWARDS DOUBLE ARROW WITH VERTICAL STROKE                               | Dicker Pfeil nach links mit vertikalem Strich                                             |
| U+2903 (10499) | ⤃               | RIGHTWARDS DOUBLE ARROW WITH VERTICAL STROKE                              | Dicker Pfeil nach rechts mit vertikalem Strich                                            |
| U+2904 (10500) | ⤄               | LEFT RIGHT DOUBLE ARROW WITH VERTICAL STROKE                              | Dicker Pfeil nach links und rechts mit vertikalem Strich                                  |
| U+2905 (10501) | ⤅               | RIGHTWARDS TWO-HEADED ARROW FROM BAR                                      | Pfeil nach rechts mit doppelter Spitze von Querstrich                                     |
| U+2906 (10502) | ⤆               | LEFTWARDS DOUBLE ARROW FROM BAR                                           | Dicker Pfeil nach links von Querstrich                                                    |
| U+2907 (10503) | ⤇               | RIGHTWARDS DOUBLE ARROW FROM BAR                                          | Dicker Pfeil nach rechts von Querstrich                                                   |
| U+2908 (10504) | ⤈               | DOWNWARDS ARROW WITH HORIZONTAL STROKE                                    | Pfeil nach unten mit horizontalem Strich                                                  |
| U+2909 (10505) | ⤉               | UPWARDS ARROW WITH HORIZONTAL STROKE                                      | Pfeil nach oben mit horizontalem Strich                                                   |
| U+290A (10506) | ⤊               | UPWARDS TRIPLE ARROW                                                      | Sehr dicker Pfeil nach oben                                                               |
| U+290B (10507) | ⤋               | DOWNWARDS TRIPLE ARROW                                                    | Sehr dicker Pfeil nach unten                                                              |
| U+290C (10508) | ⤌               | LEFTWARDS DOUBLE DASH ARROW                                               | Zweimal gestrichelter Pfeil nach links                                                    |
| U+290D (10509) | ⤍               | RIGHTWARDS DOUBLE DASH ARROW                                              | Zweimal gestrichelter Pfeil nach rechts                                                   |
| U+290E (10510) | ⤎               | LEFTWARDS TRIPLE DASH ARROW                                               | Dreimal gestrichelter Pfeil nach links                                                    |
| U+290F (10511) | ⤏               | RIGHTWARDS TRIPLE DASH ARROW                                              | Dreimal gestrichelter Pfeil nach rechts                                                   |
| U+2910 (10512) | ⤐               | RIGHTWARDS TWO-HEADED TRIPLE DASH ARROW                                   | Dreimal gestrichelter Pfeil nach rechts mit doppelter Spitze                              |
| U+2911 (10513) | ⤑               | RIGHTWARDS ARROW WITH DOTTED STEM                                         | Gepunkteter Pfeil nach rechts                                                             |
| U+2912 (10514) | ⤒               | UPWARDS ARROW TO BAR                                                      | Pfeil nach oben zum Querstrich                                                            |
| U+2913 (10515) | ⤓               | DOWNWARDS ARROW TO BAR                                                    | Pfeil nach unten zum Querstrich                                                           |
| U+2914 (10516) | ⤔               | RIGHTWARDS ARROW WITH TAIL WITH VERTICAL STROKE                           | Pfeil nach rechts mit Schwanz und vertikalem Strich                                       |
| U+2915 (10517) | ⤕               | RIGHTWARDS ARROW WITH TAIL WITH DOUBLE VERTICAL STROKE                    | Pfeil nach rechts mit Schwanz und doppeltem vertikalem Strich                             |
| U+2916 (10518) | ⤖               | RIGHTWARDS TWO-HEADED ARROW WITH TAIL                                     | Pfeil nach rechts mit Schwanz und doppelter Spitze                                        |
| U+2917 (10519) | ⤗               | RIGHTWARDS TWO-HEADED ARROW WITH TAIL WITH VERTICAL STROKE                | Pfeil nach rechts mit Schwanz, doppelter Spitze und vertikalem Strich                     |
| U+2918 (10520) | ⤘               | RIGHTWARDS TWO-HEADED ARROW WITH TAIL WITH DOUBLE VERTICAL STROKE         | Pfeil nach rechts mit Schwanz, doppelter Spitze und doppeltem vertikalem Strich           |
| U+2919 (10521) | ⤙               | LEFTWARDS ARROW-TAIL                                                      | Pfeilschwanz nach links                                                                   |
| U+291A (10522) | ⤚               | RIGHTWARDS ARROW-TAIL                                                     | Pfeilschwanz nach rechts                                                                  |
| U+291B (10523) | ⤛               | LEFTWARDS DOUBLE ARROW-TAIL                                               | Doppelter Pfeilschwanz nach links                                                         |
| U+291C (10524) | ⤜               | RIGHTWARDS DOUBLE ARROW-TAIL                                              | Doppelter Pfeilschwanz nach links                                                         |
| U+291D (10525) | ⤝               | LEFTWARDS ARROW TO BLACK DIAMOND                                          | Pfeil nach links zu schwarzer Raute                                                       |
| U+291E (10526) | ⤞               | RIGHTWARDS ARROW TO BLACK DIAMOND                                         | Pfeil nach rechts zu schwarzer Raute                                                      |
| U+291F (10527) | ⤟               | LEFTWARDS ARROW FROM BAR TO BLACK DIAMOND                                 | Pfeil nach links zu schwarzer Raute von Querstrich                                        |
| U+2920 (10528) | ⤠               | RIGHTWARDS ARROW FROM BAR TO BLACK DIAMOND                                | Pfeil nach rechts zu schwarzer Raute von Querstrich                                       |
| U+2921 (10529) | ⤡               | NORTH WEST AND SOUTH EAST ARROW                                           | Pfeil nach oben links und unten rechts                                                    |
| U+2922 (10530) | ⤢               | NORTH EAST AND SOUTH WEST ARROW                                           | Pfeil nach oben rechts und unten links                                                    |
| U+2923 (10531) | ⤣               | NORTH WEST ARROW WITH HOOK                                                | Pfeil nach oben links mit Haken                                                           |
| U+2924 (10532) | ⤤               | NORTH EAST ARROW WITH HOOK                                                | Pfeil nach oben rechts mit Haken                                                          |
| U+2925 (10533) | ⤥               | SOUTH EAST ARROW WITH HOOK                                                | Pfeil nach unten rechts mit Haken                                                         |
| U+2926 (10534) | ⤦               | SOUTH WEST ARROW WITH HOOK                                                | Pfeil nach unten links mit Haken                                                          |
| U+2927 (10535) | ⤧               | NORTH WEST ARROW AND NORTH EAST ARROW                                     | Pfeile nach oben links und oben rechts                                                    |
| U+2928 (10536) | ⤨               | NORTH EAST ARROW AND SOUTH EAST ARROW                                     | Pfeile nach oben rechts und unten rechts                                                  |
| U+2929 (10537) | ⤩               | SOUTH EAST ARROW AND SOUTH WEST ARROW                                     | Pfeile nach unten rechts und unten links                                                  |
| U+292A (10538) | ⤪               | SOUTH WEST ARROW AND NORTH WEST ARROW                                     | Pfeile nach unten links und oben links                                                    |
| U+292B (10539) | ⤫               | RISING DIAGONAL CROSSING FALLING DIAGONAL                                 | Kreuz, Strich von unten links nach oben rechts oben                                       |
| U+292C (10540) | ⤬               | FALLING DIAGONAL CROSSING RISING DIAGONAL                                 | Kreuz, Strich von unten links nach oben rechts unten                                      |
| U+292D (10541) | ⤭               | SOUTH EAST ARROW CROSSING NORTH EAST ARROW                                | Pfeile nach oben rechts und unten rechts, Pfeil nach oben rechts unten                    |
| U+292E (10542) | ⤮               | NORTH EAST ARROW CROSSING SOUTH EAST ARROW                                | Pfeile nach oben rechts und unten rechts, Pfeil nach oben rechts oben                     |
| U+292F (10543) | ⤯               | FALLING DIAGONAL CROSSING NORTH EAST ARROW                                | Pfeil nach oben rechts mit Querstrich, Pfeil nach oben rechts unten                       |
| U+2930 (10544) | ⤰               | RISING DIAGONAL CROSSING SOUTH EAST ARROW                                 | Pfeil nach unten rechts mit Querstrich, Pfeil nach unten rechts unten                     |
| U+2931 (10545) | ⤱               | NORTH EAST ARROW CROSSING NORTH WEST ARROW                                | Pfeile nach oben links und oben rechts, Pfeil nach oben rechts oben                       |
| U+2932 (10546) | ⤲               | NORTH WEST ARROW CROSSING NORTH EAST ARROW                                | Pfeile nach oben links und oben rechts, Pfeil nach oben rechts unten                      |
| U+2933 (10547) | ⤳               | WAVE ARROW POINTING DIRECTLY RIGHT                                        | Welliger Pfeil direkt nach rechts                                                         |
| U+2934 (10548) | ⤴               | ARROW POINTING RIGHTWARDS THEN CURVING UPWARDS                            | Kurvenförmiger Pfeil von links nach oben                                                  |
| U+2935 (10549) | ⤵               | ARROW POINTING RIGHTWARDS THEN CURVING DOWNWARDS                          | Kurvenförmiger Pfeil von links nach unten                                                 |
| U+2936 (10550) | ⤶               | ARROW POINTING DOWNWARDS THEN CURVING LEFTWARDS                           | Kurvenförmiger Pfeil von oben nach links                                                  |
| U+2937 (10551) | ⤷               | ARROW POINTING DOWNWARDS THEN CURVING RIGHTWARDS                          | Kurvenförmiger Pfeil von oben nach rechts                                                 |
| U+2938 (10552) | ⤸               | RIGHT-SIDE ARC CLOCKWISE ARROW                                            | Bogenförmiger Pfeil nach unten, gebogen nach rechts                                       |
| U+2939 (10553) | ⤹               | LEFT-SIDE ARC ANTICLOCKWISE ARROW                                         | Bogenförmiger Pfeil nach unten, gebogen nach links                                        |
| U+293A (10554) | ⤺               | TOP ARC ANTICLOCKWISE ARROW                                               | Bogenförmiger Pfeil nach links, gebogen nach oben                                         |
| U+293B (10555) | ⤻               | BOTTOM ARC ANTICLOCKWISE ARROW                                            | Bogenförmiger Pfeil nach rechts, gebogen nach unten                                       |
| U+293C (10556) | ⤼               | TOP ARC CLOCKWISE ARROW WITH MINUS                                        | Bogenförmiger Pfeil nach rechts, gebogen nach oben mit Minuszeichen                       |
| U+293D (10557) | ⤽               | TOP ARC ANTICLOCKWISE ARROW WITH PLUS                                     | Bogenförmiger Pfeil nach links, gebogen nach oben mit Pluszeichen                         |
| U+293E (10558) | ⤾               | LOWER RIGHT SEMICIRCULAR CLOCKWISE ARROW                                  | Halbkreisförmiger Pfeil nach oben links                                                   |
| U+293F (10559) | ⤿               | LOWER LEFT SEMICIRCULAR ANTICLOCKWISE ARROW                               | Halbkreisförmiger Pfeil nach oben rechts                                                  |
| U+2940 (10560) | ⥀               | ANTICLOCKWISE CLOSED CIRCLE ARROW                                         | Geschlossener kreisförmiger Pfeil gegen den Uhrzeigersinn                                 |
| U+2941 (10561) | ⥁               | CLOCKWISE CLOSED CIRCLE ARROW                                             | Geschlossener kreisförmiger Pfeil im Uhrzeigersinn                                        |
| U+2942 (10562) | ⥂               | RIGHTWARDS ARROW ABOVE SHORT LEFTWARDS ARROW                              | Pfeil nach rechts über kurzem Pfeil nach links                                            |
| U+2943 (10563) | ⥃               | LEFTWARDS ARROW ABOVE SHORT RIGHTWARDS ARROW                              | Pfeil nach links über kurzem Pfeil nach rechts                                            |
| U+2944 (10564) | ⥄               | SHORT RIGHTWARDS ARROW ABOVE LEFTWARDS ARROW                              | Kurzer Pfeil nach rechts über Pfeil nach links                                            |
| U+2945 (10565) | ⥅               | RIGHTWARDS ARROW WITH PLUS BELOW                                          | Pfeil nach rechts über Pluszeichen                                                        |
| U+2946 (10566) | ⥆               | LEFTWARDS ARROW WITH PLUS BELOW                                           | Pfeil nach links über Pluszeichen                                                         |
| U+2947 (10567) | ⥇               | RIGHTWARDS ARROW THROUGH X                                                | Pfeil nach rechts durch Kreuz                                                             |
| U+2948 (10568) | ⥈               | LEFT RIGHT ARROW THROUGH SMALL CIRCLE                                     | Pfeil nach links und rechts mit kleinem Kreis                                             |
| U+2949 (10569) | ⥉               | UPWARDS TWO-HEADED ARROW FROM SMALL CIRCLE                                | Pfeil nach oben mit doppelter Pfeilspitze von kleinem Kreis                               |
| U+294A (10570) | ⥊               | LEFT BARB UP RIGHT BARB DOWN HARPOON                                      | Harpune mit Haken links oben und rechts unten                                             |
| U+294B (10571) | ⥋               | LEFT BARB DOWN RIGHT BARB UP HARPOON                                      | Harpune mit Haken links unten und rechts oben                                             |
| U+294C (10572) | ⥌               | UP BARB RIGHT DOWN BARB LEFT HARPOON                                      | Harpune mit Haken oben rechts und unten links                                             |
| U+294D (10573) | ⥍               | UP BARB LEFT DOWN BARB RIGHT HARPOON                                      | Harpune mit Haken oben links und unten rechts                                             |
| U+294E (10574) | ⥎               | LEFT BARB UP RIGHT BARB UP HARPOON                                        | Harpune mit Haken links oben und rechts oben                                              |
| U+294F (10575) | ⥏               | UP BARB RIGHT DOWN BARB RIGHT HARPOON                                     | Harpune mit Haken oben rechts und unten rechts                                            |
| U+2950 (10576) | ⥐               | LEFT BARB DOWN RIGHT BARB DOWN HARPOON                                    | Harpune mit Haken links unten und rechts unten                                            |
| U+2951 (10577) | ⥑               | UP BARB LEFT DOWN BARB LEFT HARPOON                                       | Harpune mit Haken oben links und unten links                                              |
| U+2952 (10578) | ⥒               | LEFTWARDS HARPOON WITH BARB UP TO BAR                                     | Harpune nach links und nach oben gedreht zum Querstrich                                   |
| U+2953 (10579) | ⥓               | RIGHTWARDS HARPOON WITH BARB UP TO BAR                                    | Harpune nach rechts und nach oben gedreht zum Querstrich                                  |
| U+2954 (10580) | ⥔               | UPWARDS HARPOON WITH BARB RIGHT TO BAR                                    | Harpune nach oben und nach rechts gedreht zum Querstrich                                  |
| U+2955 (10581) | ⥕               | DOWNWARDS HARPOON WITH BARB RIGHT TO BAR                                  | Harpune nach unten und nach rechts gedreht zum Querstrich                                 |
| U+2956 (10582) | ⥖               | LEFTWARDS HARPOON WITH BARB DOWN TO BAR                                   | Harpune nach links und nach unten gedreht zum Querstrich                                  |
| U+2957 (10583) | ⥗               | RIGHTWARDS HARPOON WITH BARB DOWN TO BAR                                  | Harpune nach rechts und nach unten gedreht zum Querstrich                                 |
| U+2958 (10584) | ⥘               | UPWARDS HARPOON WITH BARB LEFT TO BAR                                     | Harpune nach oben und nach links gedreht zum Querstrich                                   |
| U+2959 (10585) | ⥙               | DOWNWARDS HARPOON WITH BARB LEFT TO BAR                                   | Harpune nach unten und nach links gedreht zum Querstrich                                  |
| U+295A (10586) | ⥚               | LEFTWARDS HARPOON WITH BARB UP FROM BAR                                   | Harpune nach links und nach oben gedreht von Querstrich                                   |
| U+295B (10587) | ⥛               | RIGHTWARDS HARPOON WITH BARB UP FROM BAR                                  | Harpune nach rechts und nach oben gedreht von Querstrich                                  |
| U+295C (10588) | ⥜               | UPWARDS HARPOON WITH BARB RIGHT FROM BAR                                  | Harpune nach oben und nach rechts gedreht von Querstrich                                  |
| U+295D (10589) | ⥝               | DOWNWARDS HARPOON WITH BARB RIGHT FROM BAR                                | Harpune nach unten und nach rechts gedreht von Querstrich                                 |
| U+295E (10590) | ⥞               | LEFTWARDS HARPOON WITH BARB DOWN FROM BAR                                 | Harpune nach links und nach unten gedreht von Querstrich                                  |
| U+295F (10591) | ⥟               | RIGHTWARDS HARPOON WITH BARB DOWN FROM BAR                                | Harpune nach rechts und nach unten gedreht von Querstrich                                 |
| U+2960 (10592) | ⥠               | UPWARDS HARPOON WITH BARB LEFT FROM BAR                                   | Harpune nach oben und nach links gedreht von Querstrich                                   |
| U+2961 (10593) | ⥡               | DOWNWARDS HARPOON WITH BARB LEFT FROM BAR                                 | Harpune nach unten und nach links gedreht von Querstrich                                  |
| U+2962 (10594) | ⥢               | LEFTWARDS HARPOON WITH BARB UP ABOVE LEFTWARDS HARPOON WITH BARB DOWN     | Harpunen nach links jeweils nach oben und unten gedreht                                   |
| U+2963 (10595) | ⥣               | UPWARDS HARPOON WITH BARB LEFT BESIDE UPWARDS HARPOON WITH BARB RIGHT     | Harpunen nach oben jeweils nach links und rechts gedreht                                  |
| U+2964 (10596) | ⥤               | RIGHTWARDS HARPOON WITH BARB UP ABOVE RIGHTWARDS HARPOON WITH BARB DOWN   | Harpunen nach rechts jeweils nach oben und unten gedreht                                  |
| U+2965 (10597) | ⥥               | DOWNWARDS HARPOON WITH BARB LEFT BESIDE DOWNWARDS HARPOON WITH BARB RIGHT | Harpunen nach unten jeweils nach links und rechts gedreht                                 |
| U+2966 (10598) | ⥦               | LEFTWARDS HARPOON WITH BARB UP ABOVE RIGHTWARDS HARPOON WITH BARB UP      | Harpune nach links und nach oben gedreht über Harpune nach rechts und nach oben gedreht   |
| U+2967 (10599) | ⥧               | LEFTWARDS HARPOON WITH BARB DOWN ABOVE RIGHTWARDS HARPOON WITH BARB DOWN  | Harpune nach links und nach unten gedreht über Harpune nach rechts und nach unten gedreht |
| U+2968 (10600) | ⥨               | RIGHTWARDS HARPOON WITH BARB UP ABOVE LEFTWARDS HARPOON WITH BARB UP      | Harpune nach rechts und nach oben gedreht über Harpune nach links und nach oben gedreht   |
| U+2969 (10601) | ⥩               | RIGHTWARDS HARPOON WITH BARB DOWN ABOVE LEFTWARDS HARPOON WITH BARB DOWN  | Harpune nach rechts und nach unten gedreht über Harpune nach links und nach unten gedreht |
| U+296A (10602) | ⥪               | LEFTWARDS HARPOON WITH BARB UP ABOVE LONG DASH                            | Harpune nach links und nach oben gedreht über horizontalem Strich                         |
| U+296B (10603) | ⥫               | LEFTWARDS HARPOON WITH BARB DOWN BELOW LONG DASH                          | Harpune nach links und nach unten gedreht über horizontalem Strich                        |
| U+296C (10604) | ⥬               | RIGHTWARDS HARPOON WITH BARB UP ABOVE LONG DASH                           | Harpune nach rechts und nach oben gedreht über horizontalem Strich                        |
| U+296D (10605) | ⥭               | RIGHTWARDS HARPOON WITH BARB DOWN BELOW LONG DASH                         | Harpune nach rechts und nach unten gedreht über horizontalem Strich                       |
| U+296E (10606) | ⥮               | UPWARDS HARPOON WITH BARB LEFT BESIDE DOWNWARDS HARPOON WITH BARB RIGHT   | Harpune nach oben und nach links gedreht neben Harpune nach unten und nach rechts gedreht |
| U+296F (10607) | ⥯               | DOWNWARDS HARPOON WITH BARB LEFT BESIDE UPWARDS HARPOON WITH BARB RIGHT   | Harpune nach unten und nach links gedreht neben Harpune nach oben und nach rechts gedreht |
| U+2970 (10608) | ⥰               | RIGHT DOUBLE ARROW WITH ROUNDED HEAD                                      | Dicker Pfeil nach rechts mit rundem Pfeilkopf                                             |
| U+2971 (10609) | ⥱               | EQUALS SIGN ABOVE RIGHTWARDS ARROW                                        | Gleichheitszeichen über Pfeil nach rechts                                                 |
| U+2972 (10610) | ⥲               | TILDE OPERATOR ABOVE RIGHTWARDS ARROW                                     | Tilde über Pfeil nach rechts                                                              |
| U+2973 (10611) | ⥳               | LEFTWARDS ARROW ABOVE TILDE OPERATOR                                      | Pfeil nach links über Tilde                                                               |
| U+2974 (10612) | ⥴               | RIGHTWARDS ARROW ABOVE TILDE OPERATOR                                     | Pfeil nach rechts über Tilde                                                              |
| U+2975 (10613) | ⥵               | RIGHTWARDS ARROW ABOVE ALMOST EQUAL TO                                    | Pfeil nach links über doppelter Tilde                                                     |
| U+2976 (10614) | ⥶               | LESS-THAN ABOVE LEFTWARDS ARROW                                           | Kleiner-als-Zeichen über Pfeil nach links                                                 |
| U+2977 (10615) | ⥷               | LEFTWARDS ARROW THROUGH LESS-THAN                                         | Pfeil nach links durch Kleiner-als-Zeichen                                                |
| U+2978 (10616) | ⥸               | GREATER-THAN ABOVE RIGHTWARDS ARROW                                       | Größer-als-Zeichen über Pfeil nach rechts                                                 |
| U+2979 (10617) | ⥹               | SUBSET ABOVE RIGHTWARDS ARROW                                             | Teilmengenzeichen über Pfeil nach rechts                                                  |
| U+297A (10618) | ⥺               | LEFTWARDS ARROW THROUGH SUBSET                                            | Pfeil nach links durch Teilmengenzeichen                                                  |
| U+297B (10619) | ⥻               | SUPERSET ABOVE LEFTWARDS ARROW                                            | Obermengenzeichen über Pfeil nach links                                                   |
| U+297C (10620) | ⥼               | LEFT FISH TAIL                                                            | Linker Fischschwanz                                                                       |
| U+297D (10621) | ⥽               | RIGHT FISH TAIL                                                           | Rechter Fischschwanz                                                                      |
| U+297E (10622) | ⥾               | UP FISH TAIL                                                              | Oberer Fischschwanz                                                                       |
| U+297F (10623) | ⥿               | DOWN FISH TAIL                                                            | Unterer Fischschwanz                                                                      |